# 31.º governo da Monarquia Constitucional
O 31.º governo da Monarquia Constitucional, ou 10.º governo da Regeneração, nomeado a 19 de maio de 1870 (alguns ministros foram apenas nomeados no dia 20) e exonerado a 29 de agosto do mesmo ano, foi presidido pelo duque de Saldanha. Foi um governo exercido em ditadura.
A sua constituição era a seguinte:
| Cargo                                                                                 | Detentor | Detentor                                   | Período                                    |
| ------------------------------------------------------------------------------------- | -------- | ------------------------------------------ | ------------------------------------------ |
| Presidente do Conselho de Ministros                                                   |          | Duque de Saldanha (1790–1876)              | 19 de maio de 1870 a 29 de agosto de 1870  |
| Ministro e Secretário de Estado dos Negócios do Reino                                 |          | Duque de Saldanha (interino) (1790–1876)   | 19 de maio de 1870 a 26 de maio de 1870    |
| Ministro e Secretário de Estado dos Negócios do Reino                                 |          | António Rodrigues Sampaio (1806–1882)      | 26 de maio de 1870 a 3 de junho de 1870    |
| Ministro e Secretário de Estado dos Negócios do Reino                                 |          | José Dias Ferreira (interino) (1837–1907)  | 3 de junho de 1870 a 4 de julho de 1870    |
| Ministro e Secretário de Estado dos Negócios do Reino                                 |          | José Dias Ferreira (1837–1907)             | 4 de julho de 1870 a 29 de agosto de 1870  |
| Ministro e Secretário de Estado dos Negócios Eclesiásticos e de Justiça               |          | Duque de Saldanha (interino) (1790–1876)   | 20 de maio de 1870 a 26 de maio de 1870    |
| Ministro e Secretário de Estado dos Negócios Eclesiásticos e de Justiça               |          | José Dias Ferreira (interino) (1837–1907)  | 26 de maio de 1870 a 29 de agosto de 1870  |
| Ministro e Secretário de Estado dos Negócios da Fazenda                               |          | Duque de Saldanha (interino) (1790–1876)   | 20 de maio de 1870 a 26 de maio de 1870    |
| Ministro e Secretário de Estado dos Negócios da Fazenda                               |          | José Dias Ferreira (1837–1907)             | 26 de maio de 1870 a 4 de julho de 1870    |
| Ministro e Secretário de Estado dos Negócios da Fazenda                               |          | Conde de Magalhães (1822–1903)             | 4 de julho de 1870 a 29 de agosto de 1870  |
| Ministro e Secretário de Estado dos Negócios da Guerra                                |          | Duque de Saldanha (1790–1876)              | 19 de maio de 1870 a 29 de agosto de 1870  |
| Ministro e Secretário de Estado dos Negócios da Marinha e Ultramar                    |          | Duque de Saldanha (interino) (1790–1876)   | 20 de maio de 1870 a 26 de maio de 1870    |
| Ministro e Secretário de Estado dos Negócios da Marinha e Ultramar                    |          | António da Costa (1824–1892)               | 26 de maio de 1870 a 22 de junho de 1870   |
| Ministro e Secretário de Estado dos Negócios da Marinha e Ultramar                    |          | Luís da Câmara Leme (1819–1904)            | 22 de junho de 1870 a 29 de agosto de 1870 |
| Ministro e Secretário de Estado dos Negócios Estrangeiros                             |          | Duque de Saldanha (interino) (1790–1876)   | 20 de maio de 1870 a 29 de agosto de 1870  |
| Ministro e Secretário de Estado dos Negócios das Obras Públicas, Comércio e Indústria |          | Duque de Saldanha (interino) (1790–1876)   | 20 de maio de 1870 a 26 de maio de 1870    |
| Ministro e Secretário de Estado dos Negócios das Obras Públicas, Comércio e Indústria |          | Marquês de Angeja (1820–1881)              | 26 de maio de 1870 a 1 de agosto de 1870   |
| Ministro e Secretário de Estado dos Negócios das Obras Públicas, Comércio e Indústria |          | Luís da Câmara Leme (interino) (1819–1891) | 1 de agosto de 1870 a 29 de agosto de 1870 |
| Ministro e Secretário de Estado dos Negócios da Instrução Pública                     |          | António da Costa (1824–1892)               | 22 de junho de 1870 a 29 de agosto de 1870 |